# Boxweltmeisterschaften der Frauen 2005
Die 3. Amateur-Boxweltmeisterschaften der Frauen fanden vom 25. September bis 3. Oktober 2005 in Podolsk, Russland statt.

## Medaillengewinnerinnen
| Gewichtsklasse                       | Gold                         | Silber                                              | Bronze                                                   |
| ------------------------------------ | ---------------------------- | --------------------------------------------------- | -------------------------------------------------------- |
| Halbfliegengewicht (– 46 Kilogramm)  | Mary Kom Indien              | Jong Ok Nordkorea                                   | Jelena Sabitowa Russland Gretchen Abaniel Philippinen    |
| Fliegengewicht (– 48 Kilogramm)      | Olessja Gladkowa Russland    | Ri Jong-hyang Nordkorea                             | Carmela Negrea Rumänien Jessica Bopp Argentinien         |
| Bantamgewicht (– 50 Kilogramm)       | Simona Galassi Italien       | Ri Hyang-mi Nordkorea                               | Wiktorija Ussatschenko Russland Kalpana Chowdhury Indien |
| Federgewicht (– 52 Kilogramm)        | Sofja Otschigawa Russland    | Sümeyra Kaya Türkei                                 | Samiha Yassan Indien Wiktorija Rudenko Ukraine           |
| Leichtgewicht (– 54 Kilogramm)       | Mihaela Cijevschi Rumänien   | Dina Burger Schweiz                                 | Sarita Devi Laishram Indien Pak Kyong-ok Nordkorea       |
| Leichtweltergewicht (– 57 Kilogramm) | Jelena Karpatschowa Russland | Yun Kum-ju Nordkorea                                | Sandra Bizier Kanada Zsuzsanna Szuknai Ungarn            |
| Weltergewicht (– 60 Kilogramm)       | Tatjana Tschalaja Russland   | Kang Kum-hui Nordkorea Mitchel Martinez Philippinen |                                                          |
| Mittelgewicht (– 63 Kilogramm)       | Julija Nemzowa Russland      | Cecilia Braekhuis Norwegen                          | Kathleen Dunn Kanada Vinni Skovgaard Dänemark            |
| Halbschwergewicht (– 66 Kilogramm)   | Mary Spencer Kanada          | Irina Sinezkaja Russland                            | Oleksandra Koslan Ukraine Yvonne Bæk Rasmussen Dänemark  |
| Schwergewicht (– 70 Kilogramm)       | Olga Slawinskaja Russland    | Ariane Fortin-Brochu Kanada                         | Chenthittail Aswathimol Indien Nurcan Çarkçı Türkei      |
| Schwergewicht (– 75 Kilogramm)       | Anna Laurell Schweden        | Olha Nowikowa Ukraine                               | Anita Ducza Ungarn Maria Jaworskaja Russland             |
| Schwergewicht (– 80 Kilogramm)       | Galina Iwanowa Russland      | Selma Yağcı Türkei                                  | Tyler Lord Wilder Vereinigte Staaten Beata Małek Polen   |
| Schwergewicht (– 86 Kilogramm)       | Mária Kovács Ungarn          | Şemsi Yaralı Türkei                                 | Juotsana Indien Marija Reingardt Russland                |